# Бородін Сергій Петрович
Сергі́й Петро́вич Бороді́н  (рос. Бородин Сергей Петрович; 8 жовтня 1902, Москва — 22 червня 1974, Ташкент) — російський письменник, літературний псевдонім — Амір Саргіджан.
Народився в Москві. Закінчив Вищий літературно-художній інститут ім. В. Я. Брюсова (1926).
З 1943 член КПРС.
З 1951 жив у Ташкенті. Перекладав з таджицької, узбецької, гінді та інших мов.

## Твори
- «Остання Бухара» (роман, 1932)
- «Єгиптянин» (роман, 1933)
- «Майстер птахів» (збірка новел, 1934)
- «Народження квітів» (повість, 1937)
- «Димитрій Донськой» (історичний роман, 1941), Сталінська премія 1942 року
- трилогія «Зорі над Самаркандом» (ч. 1 «Кривий Тімур», 1955, ч. 2 «Вогнища походів», 1959)

## Нагороди
- Сталінська премія 1942 року за роман «Димитрій Донськой»